# هویشیان
هویشیان (به لاتین: Huixian) یک منطقهٔ مسکونی در چین است که در شینشیانگ واقع شده‌است. هویشیان ۲٬۰۰۷ کیلومتر مربع مساحت و ۷۵۹٬۹۰۰ نفر جمعیت دارد.